# Huszty Dénes
Huszty Dénes (1927 – Budapest, 1979. február 15.) gépészmérnök, akusztikus.

## Jelentősége
Huszty Dénes a magyarországi elektroakusztikai ipar egyik legjelentősebb alakja, a második világháború utáni Magyarországon az elektroakusztika egyik legjelentősebb szakmai vezetője, kutatója, szerzője és nemzetközileg is nagyra becsült szaktekintélye volt. Maradandót alkotott a tudományos kutatásban, a műszaki fejlesztésben, a szakmához kapcsolódó gyártástechnológiában és gyártásban, a hírközlésben és stúdiótechnikában, a nemzetközi és hazai szabványosításban, az elektroakusztika menedzselésében és üzletpolitikájában.

## Életpályája
1949-ben lépett be az ORION gyárba. 1950-ben a Budapesti Műszaki Egyetem (BME) Gépészmérnöki Karának B (villamos) tagozatán szerzett oklevelet. Az ORION-nál hangsugárzók fejlesztésén dolgozott, közben pedig 1951-53 között a BME Híradástechnikai Tanszékének Akusztikai csoportjánál mellékállásban ipari szakértőként foglalkoztatták. Az ORION gyárnál munkássága alatt a hangsugárzó-gyártás kapacitása megnégyszereződött. 1954-től a gyártás megszervezése után ismét a gyártmányfejlesztési részleghez került, ahol megszervezte és irányította az Akusztikai Kutatólaboratóriumot. A Laboratórium vezetésével munkatársaival 10 új szabadalmat nyújtott be és új hangsugárzók sorozatgyártását kezdte meg.
1957 és 1961 között a Vadásztölténygyárban széles sávú hangszórók tervezésén dolgozott. Ekkor szabadalmai (mechanikai keresztező létrehozása papírmembrán sávozással, nemcsak a hangszórók alkatrészeire, hanem a gyártáshoz és a vizsgálathoz kapcsolódó eszközökre is kiterjedtek (például légrésindukció eloszlásmérő, Ba-Fe mágnesmérő készülék, hangszóró mérőtorony stb.).
1962 januárjától az Elektroakusztikai Gyárban dolgozott, 1964-ben vezetésével elkezdődött a kísérleti membrángyártás és az Elektroakusztikai Kutatólaboratórium létrehozása. Tekintettel arra, hogy a kísérleti membrángyártáshoz szükséges berendezéseket nem lehetett megvásárolni, két gépész munkatársával megtervezték a gyártósor gépeit (például kúpos örlő-, anyagfeloldó-, merítő-, víztelenítő-, szárító berendezéseket), valamint a mérőeszközöket. A kísérleti üzem, amelynek célja az ipari sorozatgyártás feltételeinek megteremtése, 1968-ban létrejött. A kísérleti üzem gyártókapacitása évi 60-80 ezer membrán volt.
1963-ban két hónapot, majd 1964-ben ismét Bulgáriába látogatott, ahol a tanácsadóként a bolgár hangszóró- és elektroakusztikai ipar rekonstrukciójában nyújtott segítséget. Ottani munkatársaival a hangszórók nemlineáris torzítását vizsgálta, és megmutatta a korábban elterjedt minősítési módszerek korlátait.
1965-ben az Elektroakusztikai Gyár és a Magyar Rádió megállapodása értelmében 1968-ig a Magyar Rádió Műszaki Fejlesztési Osztályát is vezette. 1968-tól az Elektroakusztikai Gyár hirtelen fejlődése eredményeképpen az Elektroakusztikai Kutatólaboratórium beolvadt a gyártmányfejlesztési főosztályba, és új eszközök gyártása kezdődött meg (mikrofonok, fej- és fülhallgatók, hangszórók és hangsugárzók, passzív akusztikai elemek és a gyártmányokat hordozó bútor jellegű berendezések). Ebben az időszakban öt találmány kidolgozása fűződik nevéhez.
Az 1971-ben Budapesten megrendezett VII. Nemzetközi Akusztikai Kongresszuson 2 előadásban, meghívott előadóként vett részt, 1973-ban a Budapesti Akusztikai Konferencián az általa vezetett laboratórium 10 előadást tartott.
1974-ben bekövetkezett 1 éves betegállománya miatt nem vállalhatta a kutatás és gyártmányfejlesztés átfogó irányítását, így elhatározását tiszteletben tartva a gyár vezetése különválasztotta a gyártmányfejlesztési főosztályt és a kutatólaboratóriumot és utóbbi vezetését ismét Huszty Dénesre bízták.
A 30 éven át tartó gazdag szakmai tevékenység, amely az ORION Rádió és Villamossági Vállalattal, a VIDEOTON elődjével (Vadásztölténygyár), az Elektroakusztikai Gyárral (BEAG), a Magyar Rádióval, az (MTA) Akusztikai Kutató Laboratóriummal, és a Bolgár elektroakusztikai iparral kapcsolódott össze, 1979-ben szakadt meg, kandidátusi értekezését már nem tudta befejezni.
Munkássága valamennyi gyártónál megalapozta a hangszórók és hangsugárzók tömeggyártását. A 70-es évek elején Magyarországon évente mintegy 1,3 millió darab hangszórót gyártottak, elsősorban az ő munkásságának eredményeként. A hangátvitel és az ahhoz kapcsolódó technológiai területeken közel 100 szabadalom bizonyítja mérnöki tehetségét. A nemzetközi szabványosításban ma is több élő, bevált kezdeményezését sikerült elfogadtatni. A stúdiótechnikai OIRT szabványosításnak elfogadott és elismert szaktekintélye volt.
A tudományos kutatásban iskolaalapító intenzív munkásságát 68 publikáció és 12 szabadalom bizonyítja. Az MTA Akusztikai Komplex Bizottságban, az OPAKFI-ban, a Híradástechnikai Tudományos Egyesületben az Audio Engineering Society-ben aktív szakmai és társadalmi tevékenységet fejtett ki. A számára életpályát jelentő akusztikus szakmát a fiatalok számára is vonzóvá igyekezett tenni. Munkásságát a Petzvál József-emlékérem és a Békésy Díj fémjelzi.

## Szabadalmak
- Eljárás mágneskör kengyelének kialakítására (1955), társszerzők: Blum T. Lun K. Pajer L.
- 147.243 – Széles hangsávú hangszóró (1958)
- 146.885 – Mágneses hangszóró (1958) 14 országban szabadalom
- 148.045 – Eljárás oxid alapanyagú anizotróp BaFe permanens mágnesek előállítására (1958), társszerzők: Papp I. Kerpely K. Kerkay A.-né, 11 országban szabadalom
- 149.274 – Mechanikai keresztezésű széles hangsávú hangszóró (1959), 12 országban szabadalom
- 151.139 – Eljárás és mérőberendezés stacioner és kvázistacioner terek, különösen hangterek önműködő regisztrálására (1961)
- 152.367 – Eljárás és berendezés kemény mágnesanyagok (különösen BaFe minőségű) üzemszerű, automatikus mérésére, valamint csomagolására (1961), társszerzők: Antal L., Bödő Z., Gaál D., Pesti I.
- 165.514 – Kettősfalú könnyű hanggátló fal (1968), társszerzők: Illényi A., Varga A., 10 országban szabadalom
- 159.124 – Hangsugárzó (1971), társszerző: Illényi A., 18 országban szabadalom
- 163.253 – Hangsugárzó rendszer (1971), társszerzők: Illényi A., Magos G.-né, Szabados K., 11 országban szabadalom
- 341.581 – Hangszínszabályozó áramkör (1972). társszerző: Szabados K., 11 országban szabadalom
- 164.736 – Túlterhelés-védő és kijelző áramkör (1972), Társszerző: Seszták E., 8 országban szabadalom

## Huszty Dénes Alapítvány
A Huszty Dénes Alapítványt 2001-ben alapították. Az akusztika és az elektroakusztika területén tevékenykedő fiatal szakemberek, felsőfokú tanulmányaikat éppen befejezők, vagy már végzett fiatalok olyan kiemelkedő eredményeit jutalmazza, amely hozzájárulást jelent az akusztika egyetemes fejlődéséhez.

## Külső hivatkozások
- Huszty Dénes Alapítvány (HDA)
- Communication Pioneers Biographical Dictionary
- Híradástechnikai Tudományos Egyesület (HTE)
- Audio Engineering Society (AES)